# Vidby
Vidby és una startup tecnològica amb seu a Suïssa que utilitza algorismes d'intel·ligència artificial per a la traducció i el doblatge automàtics de vídeo.

## Història
L'empresa remunta les seves arrels al 2013 quan Oleksandr Konovalov va fundar l'aplicació Drodi Translator, el primer servei de videotrucades del món amb traducció automàtica en temps real. El servei incloïa videotrucades i trucades de veu integrades amb traducció simultània a 44 idiomes i xat (DT-Chat).
El 2013, Droid Translator per a Skype es va llançar a Google Play. Es va convertir en el primer servei del món que permetia fer trucades de vídeo i veu amb traducció en temps real, essent un agregador de quatre tecnologies principals: VoIP, reconeixement i síntesi de veu i traducció automàtica.
El 2014, Konovalov es va associar amb Eugen von Rubinberg i va llançar l'empresa Droid Translator AG registrada a Suïssa.
Segons CNN, l'aplicació Droid va tenir 120 mil descàrregues el 2014.
El 2016, es va presentar a Zuric una nova funció "Conferència": traducció simultània del discurs del ponent a 104 idiomes, així com un xat grupal de participants amb traducció instantània de missatges.
L'octubre de 2017, Droid Translator es va convertir en el primer missatger del món amb la capacitat d'enviar i rebre missatges de veu amb traducció.
El 2021, el fundador de Droid Translator, Oleksandr Konovalov, i el fundador de Rubinberg AG, Eugen von Rubinberg, van crear una nova entitat Vidby centrada en el doblatge de vídeo i àudio. Vidby va heretar la tecnologia i els algorismes del servei Droid Translator.

## Servei
El servei ofereix traducció de vídeo en 70 idiomes amb una precisió de fins al 99% gràcies a la intel·ligència artificial (subjecte a la postedició de l'idioma original en 24 hores després del reconeixement automàtic). La traducció totalment automàtica té una precisió del 80% i triga entre 1 i 2 minuts a traduir 1 minut de vídeo.